# GMOグローバルサイン・ホールディングス
GMOグローバルサイン・ホールディングス株式会社（ジーエムオーグローバルサイン・ホールディングス、英: GMO GlobalSign Holdings K.K.）は、GMOインターネットグループで、東京都渋谷区に本社を置くクラウド･ホスティング（レンタルサーバー）事業、セキュリティ事業およびソリューション事業を行う企業。東証プライム市場上場 。

## 概要
国内最大級のクラウド・ホスティング提供会社であり、13万人以上のクライアントにサービスを提供する。当社は子会社16社（うち連結子会社14社）からなり、世界10ヶ国にて事業活動を展開し、事業セグメントは｢クラウド・ホスティング事業｣、｢セキュリティ事業」及び「ソリューション事業」の3つである。IAM事業については、2017年度より｢セキュリティ事業｣へ統合。現在はIoT（モノのインターネット）事業、その中でもデータ管理、蓄積などを扱うIoTプラットフォームの提供、通信の「セキュリティ」に注力する。
GMOインターネットグループの中でもグローバル展開をいち早く進めており、その基盤を活用しGMOインターネットグループも海外展開を進めている。また、海外パートナー社員の比率も高くグローバル化を加速させている。
2014年10月、東京証券取引所マザーズ市場から東京証券取引所第一部市場へ市場変更。2020年9月にそれまでの「GMOクラウド株式会社」から現社名に変更した。

## 本社・支社
- 東京本社（東京都渋谷区桜丘町26-1 セルリアンタワー10階）
- 大阪支社（大阪府大阪市北区大深町3番1号 グランフロント大阪タワーB32階）
- 下関支社（山口県下関市細江町1-2-10 エストラスト第2ビル3階）

## 沿革
- 1993年（平成5年）12月 - 有限会社アイル創立。
- 1997年（平成9年）5月 - 株式会社アイルに組織変更。
- 2001年（平成13年）5月 - GMOインターネット株式会社と資本提携。
- 2002年（平成14年）7月 - ラピッドサイト株式会社と合併。
- 2003年（平成15年）
  - 4月 - 日本ジオトラスト株式会社設立。
  - 5月 - 社名をGMOホスティング アンド テクノロジーズ株式会社に変更[3]。
- 2004年（平成16年）
  - 12月 - GMOホスティングアンドテクノロジーズ株式会社を存続会社として、株式会社お名前ドットコムを吸収合併することを発表[自社 4]。
- 2005年（平成17年）
  - 2月 -
    - お名前ドットコムを吸収合併[4]。
    - 株式会社アット・ワイエムシー（後のGMOビジネスサポート株式会社）を子会社化。

  - 3月 - マイティーサーバー株式会社を設立。
  - 9月 - 社名をGMOホスティング & セキュリティ株式会社に変更。
  - 12月 - 東京証券取引所マザーズ上場。
- 2007年（平成19年）
  - 3月 - 韓国企業との合弁でGlobal Web株式会社（現・GMOスピード翻訳）設立。
  - 5月 - 日本ジオトラストが「グローバルサイン株式会社」（現・GMOグローバルサイン）に社名変更。
- 2010年（平成22年）
  - 2月 - ホスティングサービスの「ロケットネット」を開始。
  - 8月 - 株式会社ワダックス（後のGMOクラウドWEST）を子会社化。
- 2011年（平成23年）4月 - 社名をGMOクラウド株式会社に変更。
- 2014年（平成26年）
  - 10月 -
    - 東京証券取引所市場第一部へ上場市場変更[自社 5]。
    - IoT市場規模の拡大に伴い、IAM事業開始に向け、Ubisecure Solutions, Inc.（本社：フィンランド。現・GMO Globalsign Oy）を子会社化[自社 6]。
- 2015年（平成27年）
  - 6月 - GMO CLOUD AMERICA INC.（本社：米国）の全株式をGMOインターネットへ譲渡。また、GMO-Z.COM PTE.LTD. （本社：シンガポール）の第三者割当増資を引受け、同社を持分法適用関連会社化。
  - 7月 - GMOクラウドWEST及びGMOビジネスサポートを吸収合併[自社 7][自社 8]。
- 2016年（平成28年）
  - 4月 - GMO-Z.COM PTE.LTD.の保有株式の一部を譲渡、関連会社より除外。
  - 9月 - GMO GlobalSign Oyの全株式を譲渡。
  - 12月 - GMO GlobalSign FZ-LLC（本社：アラブ首長国連邦ドバイ）を設立。[自社 9]
- 2017年（平成29年）
  - 5月 - ジェイシースクエア株式会社（現・JCスクエアジャパン。）を子会社化[自社 10]。
  - 12月 - GMOスピード翻訳（連結子会社）の全株式を譲渡[自社 11]。
- 2020年（令和2年）
  - 1月 - GMOモビリティクラウド株式会社を設立。
  - 9月 - GMOグローバルサイン・ホールディングス株式会社に社名変更。
- 2021年（令和3年）
  - 4月 - GMOモビリティクラウド株式会社と経営統合。
- 2022年（令和4年）
  - 4月 - 東京証券取引所の市場区分見直しにより、同証券取引所市場第一部からプライム市場へ移行。